# Uccisione di Luis Carrero Blanco
Luis Carrero Blanco, primo ministro spagnolo durante la dittatura franchista, fu ucciso il 20 dicembre 1973 a Madrid dall'organizzazione indipendentista basca ETA nell'attentato noto con il nome in codice di Operazione Orco (in spagnolo Operación Ogro, in basco Ogro operazioa).
L'attentato consisté nella deflagrazione di circa 100 kg di dinamite sotto la vettura di servizio di Carrero Blanco, che ne provocò la morte quasi istantanea; laddove le ripercussioni politiche furono superate dalla morte di Franco due anni dopo e il passaggio alla democrazia nel Paese, l'episodio è entrato nella cultura di massa spagnola, in particolare negli ambienti antifascisti e oppositori delle dittature. 

## Quadro storico
Dal 1939 la Spagna era una dittatura militare di stampo fascista retta dal caudillo Francisco Franco, che nel 1973 era ormai ottantenne.
Questi assommava le cariche di capo dello Stato e di presidente del Governo.
Luis Carrero Blanco, definito un «fedelissimo» di Franco, aveva fatto carriera in seno alla Marina militare spagnola fino al grado di ammiraglio e, secondo le parole della comunista catalana Eva Forest, anche nota con lo pseudonimo di Julen Agirre, «[Carrero Blanco] incarnava meglio di chiunque altro la figura del "franchismo puro" che, senza legarsi ad alcuna corrente, perseguiva la presa del potere in Spagna da parte dell'Opus Dei. Vicepresidente del governo, aveva creato un suo stato nello Stato, una rete di informatori dentro ministeri, esercito e Falange così come nell'Opus Dei stessa. Divenne presto elemento centrale del sistema e pedina fondamentale dell'oligarchia, personaggio insostituibile per le sue capacità di manovra e ai fini degli equilibri di potere».
A giugno 1973 Franco cedette la presidenza del governo a Carrero Blanco, tenendo per sé la carica di capo dello Stato; Carrero Blanco aveva speso i sei anni precedenti come sostanziale vice del caudillo, dando così continuità a un regime repressivo di ogni opposizione e libertà civile.
Carrero Blanco fu visto, quindi, come il naturale successore di Franco anche alla massima carica dello Stato, alla morte di quest'ultimo.

## L'attentato
I giorni in cui maturò l'attentato dell'ETA si caratterizzavano per la celebrazione di un processo a carico di nove sindacalisti delle Commissioni Operaie accusati di «attività sovversive» (passato alla storia come Processo 1001).
Il 20 dicembre 1973 Carrero Blanco, come faceva giornalmente, stava recandosi al suo ufficio dopo essere uscito dalla chiesa gesuita di san Francesco Borgia, dove era uso attendere la messa; pochi istanti dopo essere salito sulla sua vettura di servizio, una Dodge Dart blindata prodotta dalla consociata Barreiros per il mercato iberico, una carica di circa un quintale di esplosivo (che in seguito si appurò essere dinamite) piazzata sotto il piano stradale esplose, scaraventando la vettura in aria ad oltre 30 metri d'altezza, proiettandola oltre il tetto di un limitrofo palazzo di sei piani e facendola atterrare su un balcone al secondo piano di un cortile interno dello stesso.

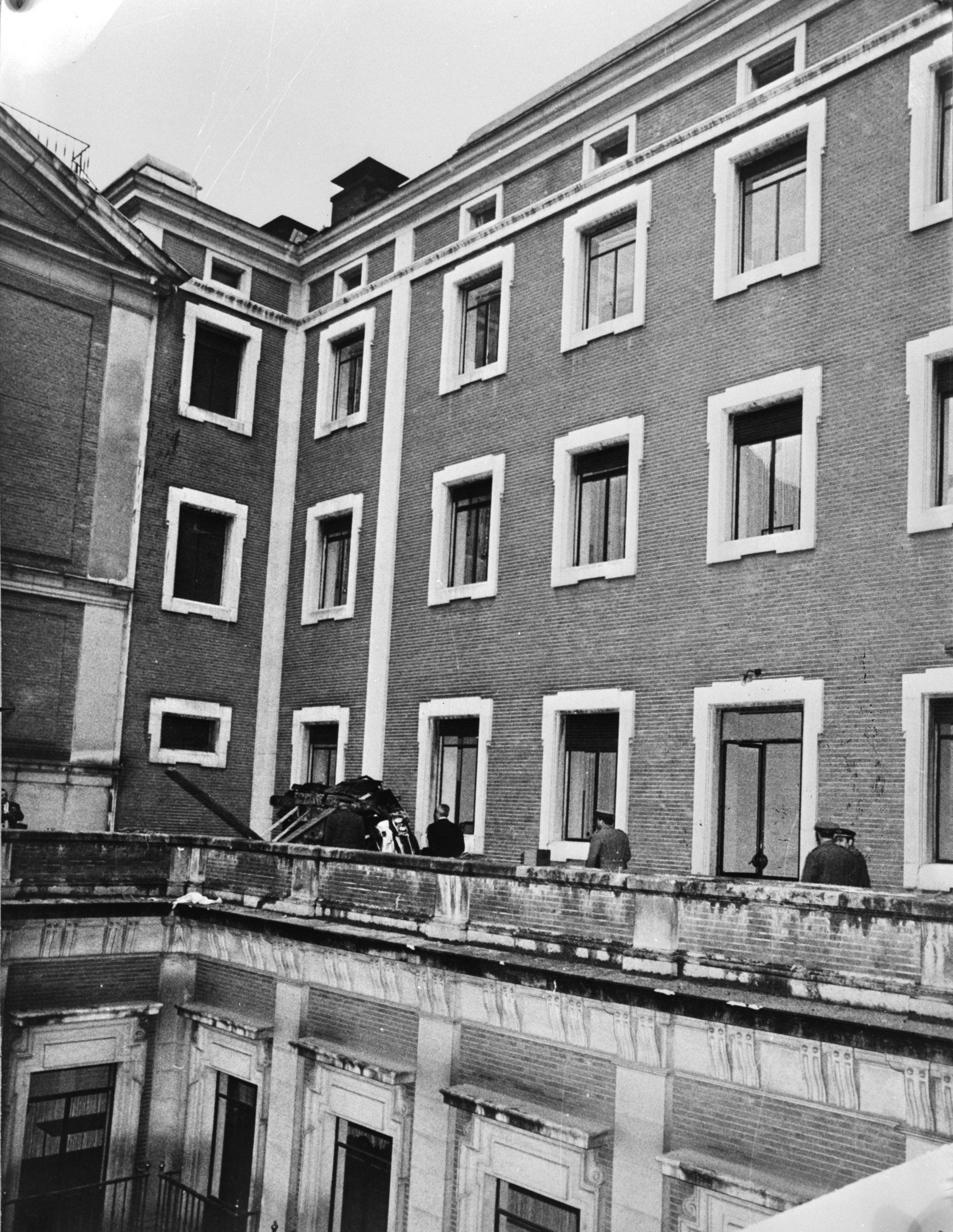
La vettura di Carrero Blanco subito dopo l'attentato

L'esplosione provocò la distruzione delle facciate di due edifici, danni alla citata chiesa e l'incendio di almeno trenta autovetture nelle immediate vicinanze, nonché la morte istantanea dell'autista e dell'agente di scorta di Carrero Blanco.
Questi fu invece estratto agonizzante dal veicolo, per poi morire pochi minuti dopo all'arrivo presso l'ospedale 1º Ottobre (così chiamato in onore dell'ascesa di Franco al potere, e odierno "12 Ottobre").

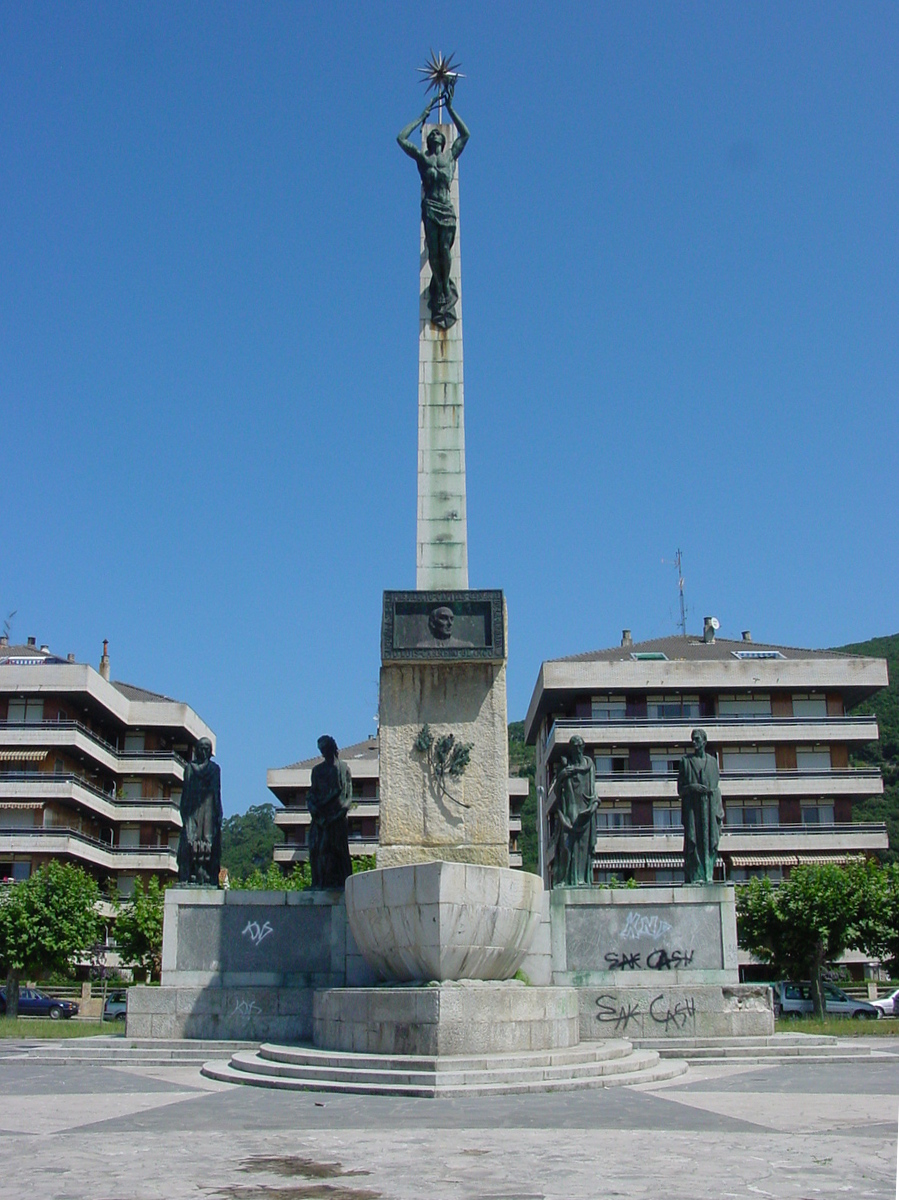
Monumento commemorativo a Santoña, città natale di Luis Carrero Blanco

L'attentato fu prontamente rivendicato dall'organizzazione indipendentista basca ETA; al riguardo, anni più tardi si appurò che Carrero Blanco non era nel mirino esclusivo di tale organizzazione perché anche una cellula anarchica aveva pianificato un attentato simile, da compiersi circa sei mesi prima, poco dopo la sua investitura a Presidente del Governo, anche se il piano fu abortito per motivi di sicurezza.
Il gruppo dinamitardo, autodenominatosi "Comando Txikia", apparve poco più di una settimana dopo in Francia, il 30 dicembre successivo: alcuni membri dell'ETA, che dichiararono di non essere nell'elenco dei nomi sospettati dalla polizia spagnola, tennero nei pressi di Bordeaux un'improvvisata conferenza stampa di fronte ad alcuni giornalisti che erano stati condotti, bendati, in una località segreta e in un luogo privo di contrassegni onde non permetterne l'identificazione.
Gli indipendentisti dell'ETA riferirono ai giornalisti che il commando, spacciandosi per una squadra di muratori ed elettricisti che stava effettuando lavori di ristrutturazione in un palazzo lungo la strada dove avvenne l'attentato, nelle tre settimane precedenti al fatto avevano piazzato circa 45 kg di dinamite in uno stretto tunnel di servizio sotto il piano stradale, usando la copertura da elettricisti per poter stendere i cavi dei relativi detonatori e stare a una distanza di sicurezza di circa cinquanta metri; inoltre una Morris 1300, anch'essa armata con 25 kg di dinamite circa, fu lasciata in seconda fila in prossimità della carica sotterranea, per far sì che la Dodge di Carrero Blanco vi passasse proprio sopra.
Dopo l'esplosione, aiutati da amici portoghesi, gli esecutori dell'attentato passarono la frontiera in prossimità di Salamanca e si recarono a Coimbra da dove si imbarcarono per la Francia nascosti nella stiva di un bastimento e, successivamente, sbarcarono clandestinamente nei pressi di Nantes.
Tra i sospettati della polizia spagnola figurava l'indipendentista basco Iñaki Pérez Beotegui, detto "Wilson" o "l'Inglese" per via di un suo precedente attentato incendiario all'ambasciata spagnola di Londra.
Intervistato dal quotidiano El Mundo nel 2006, Beotegui disse che il piano originale dell'ETA era quello di rapire Carrero Blanco (ancora definito a più di trent'anni dalla morte «Luisito, ese hijo de puta», «figlio di puttana») ma, quando divenne Presidente del Governo, ne fu deciso l'assassinio («a este hijo de puta es mejor matarlo»).
Beotegui aggiunse, inoltre, di avere sempre ritenuta errata l'opzione dinamitarda, avendo l'ETA la possibilità di uccidere Carrero Blanco con un fucile di precisione di fronte casa sua.
Dell'attentato furono accusati, oltre allo stesso "Wilson", anche José Miguel Beñarán Ordeñana detto "Argala", José Ignacio Abaitua Gomeza detto "Marquín", Javier María Larreategui Cuadra detto "Atxulo", José Antonio Urruticoechea Bengoechea detto "Josu Ternera" e Juan Bautista Eizaguirre Santiesteban detto "Zigor".
Di questi, "Argala", che in basco significa "magro", fu ucciso nel 1978 ad Anglet, in Francia, in un attentato dinamitardo ordìto dalla formazione paramilitare di estrema destra Batallón Vasco Español, formato da fuoriusciti delle forze armate spagnole del periodo franchista; quanto invece a "Josu Ternera", "Wilson" lo definì, nella citata intervista, un inetto e un codardo, che non partecipò all'azione e che più in generale lavorava sempre in retroguardia, mai in prima linea.
Per quanto riguarda eventuali corresponsabili o sostenitori esterni dell'attentato, inoltre, "Wilson" negò decisamente che tra i collaboratori a qualsiasi titolo vi fosse il Partito Comunista spagnolo («Se l'attentato non lo facevamo noi, non lo faceva nessuno»), ritenuto inaffidabile in quanto, a suo giudizio, composto da «quattro ragazzini con troppi grilli per il capo»; a livello logistico, tuttavia, la citata militante comunista barcellonese Eva Forest/Julen Agirre fornì denaro e informazioni su come muoversi a Madrid, funse da staffetta portaordini tra i vari commando e i gradi superiori dell'organizzazione e favorì la fuga dalla città degli attentatori; il suo Operación Ogro: Cómo y por qué ejecutamos a Carrero Blanco, edito in clandestinità in Francia nel 1974 e pubblicato in italiano nel 1975, è di fatto una chiamata a correo in quanto l'autrice rivendica un ruolo nell'organizzazione dell'attentato.
Il governo spagnolo tentò di ottenere l'estradizione dei rifugiati baschi e della stessa Forest da parte delle autorità d'oltreconfine, ma la Francia non rispose.
Le accuse caddero quando il Parlamento spagnolo, nel frattempo tornato alla democrazia dopo la morte di Franco, promulgò un'amnistia generale nel 1977.

## Cultura di massa
Alla vicenda sono ispirati due film e una serie tv:
- Comando Txikia: muerte de un presidente (1978), di José Luis Madrid
- Ogro (1979), di Gillo Pontecorvo
- El asesinato de Carrero Blanco (2011, TVE)

Il gruppo punk rock antifascista spagnolo Soak pubblicò negli anni novanta un brano musicale intitolato Carrero voló, ispirato alla vicenda («Carrero Blanco aveva un sogno, volare: grazie all'ETA il sogno divenne realtà»).